# Гремио Форса-е-Лус
«Гремио Форса-е-Лус» (порт.-браз. Grêmio Esportivo Força e Luz), в переводе «Спортивный Профсоюз Силы и Света» — бывший бразильский футбольный клуб из города Порту-Алегри.

## История
«Гремио Форса-е-Лус» был основан 8 сентября 1921 года сотрудниками компаний Companhia Força e Luz Porto-Alegrense и Carris Porto Alegrense. Обе эти компании были частью большой компании Empresas Elétricas Brasileiras Sociedade Anônima. В те годы была распространена практика руководства многочисленных фабрик популяризировать спорт среди своих сотрудников. Сотрудники этих компаний основали профсоюз, который созвал собрание в доме № 128 на улице Площадь 24 мая. На нём был принят устав клуба, а также выбрано правление, состоящее из президента Жосе Маседо Сада, вице-президента Алваро Бритто; 1-го секретаря Онорино Пассоса, 2-го секретаря Кораси Сантоса,  генерального капитана Розендо Розы, капитана первой команды Дамацио Полли, руководителя по спортивной безопасности Оскарино Престеса и инспектора Жувенила Родригеса. Спустя шесть дней «Гремио Форса-е-Лус» провёл свой первый матч, в котором обыграл со счётом 3:1 «Эндимион». В первые годы клуб мог закрыться из-за недостатка денежных средств, и команде помогали из собственных средств простые рабочие.
В 1923 году «Гремио Форса-е-Лус» выиграл Серию B Спортивной ассоциация Порту-Алегри (порт.-браз. Associação Porto Alegrense de Desportos; APAD), однако не пошёл в лигу рангом выше из-за недостатка денежных средств. На следующий год клуб занял второе место, но покинул первенство из-за проблем с денежным довольствием. В 1930 году «Гремио Форса-е-Лус» возвратился в серию B чемпионата, уже проводимого Городской ассоциацией спортивных соревнований Гаушо (порт.-браз. Associação Metropolitana Gaúcha de Esportes Athleticos; AMGEA). Клуб проводил встречи на стадионе Шакара дас Камелиас, принадлежащей другой команде из Порту-Алегри — «Фуссбалл». В 1931 году команды вышла в серию А, «Гремио Форса-е-Лус» уже играла на стадионе Руа-Арлинду, принадлежащем муниципалитету города, на котором играл «Интернасьонал» и небольшие команды города. Тогда же команда стала спонсироваться большими муниципальными компаниями — Companhia Carris Porto Alegrense и Energia Elétrica Riograndense. Эта поддержка помогла открыть первую штаб-квартиру клуба на улице Руа Генерал Лима е Силва. Но наибольшим успехом стало второе место в чемпионате штата.
В 1932 году «Гремио Форса-е-Лус» возвратился в первенство, организуемое AMGEA, снова играл в серии B. Из-за самоотвода большинства участников соревнований, уже по ходу турнира клуб выл объявлен победителем и вышел в серию А. Годом позже команда вылетела из турнира, вернувшись в высший дивизион в 1934 году. 14 апреля того же года у «Гремио Форса-е-Лус» появился свой первый стадион — Тимбаува, названный так из-за рощи деревьев Тимбоува, расположенных по соседству. В первом матче на новой арене команда проиграла «Интернасьоналу» со счётом 1:5. В 1940 году клуб был переименован в «Спортивный клуб Рио-Бранко» (порт.-браз. Esporte Clube Rio Branco). А годом позже клуб занял второе место в чемпионате Порту-Алегри. 8 декабря 1947 года клуб вновь был переименован, на этот раз на «Спортивный клуб Коринтианс Порту-Алегренсе» (порт.-браз. Esporte Clube
Corinthians Porto Alegrense). Название было выбрано из-за того, что эту команду спонсировал «Коринтианс» из Сан-Паулу. Клуб дважды, в 1947 и 1948 годах занимал второе место в чемпионате города. В 1950 году было принято решение вернуть историческое название команды «Гремио Форса-е-Лус».
В 1955 году стадион клуба был перестроен, благодаря продаже Айртона в «Гремио», за что помимо денежных средств была передана разобранная трибуна. В 1959 году футбольное подразделение клуба было закрыто. Лишь в 1972 году «Гремио Форса-е-Лус» возвратился в первенство, играя в серии B. В 2006 году «Гремио Форса-е-Лус» продал свой стадион торговой группе Zaffari, а затем подал заявление о прекращении работы клуба. Однако юношеская команда клуба продолжила своё существование.